# Médiateur du crédit
En France, le médiateur national du crédit (appelé aussi médiation du crédit) est un service chargé de venir en aide aux entreprises connaissant des difficultés de financement.
La médiation du crédit intervient dans les situations où une entreprise rencontre des difficultés auprès d'un ou plusieurs établissements financiers : banques, crédit-bailleurs, sociétés d'affacturage, assureurs-crédit...
La médiation du crédit est gérée par la Banque de France. Depuis 2018, le médiateur national du crédit est Frédéric Visnovsky, par ailleurs secrétaire général adjoint de l'Autorité de Contrôle Prudentiel et de Résolution, "gendarme" des établissements financiers.
On compte 105 médiateurs du crédit départementaux, qui gèrent les dossiers des entreprises.

## Historique

### Contexte et création de la mission

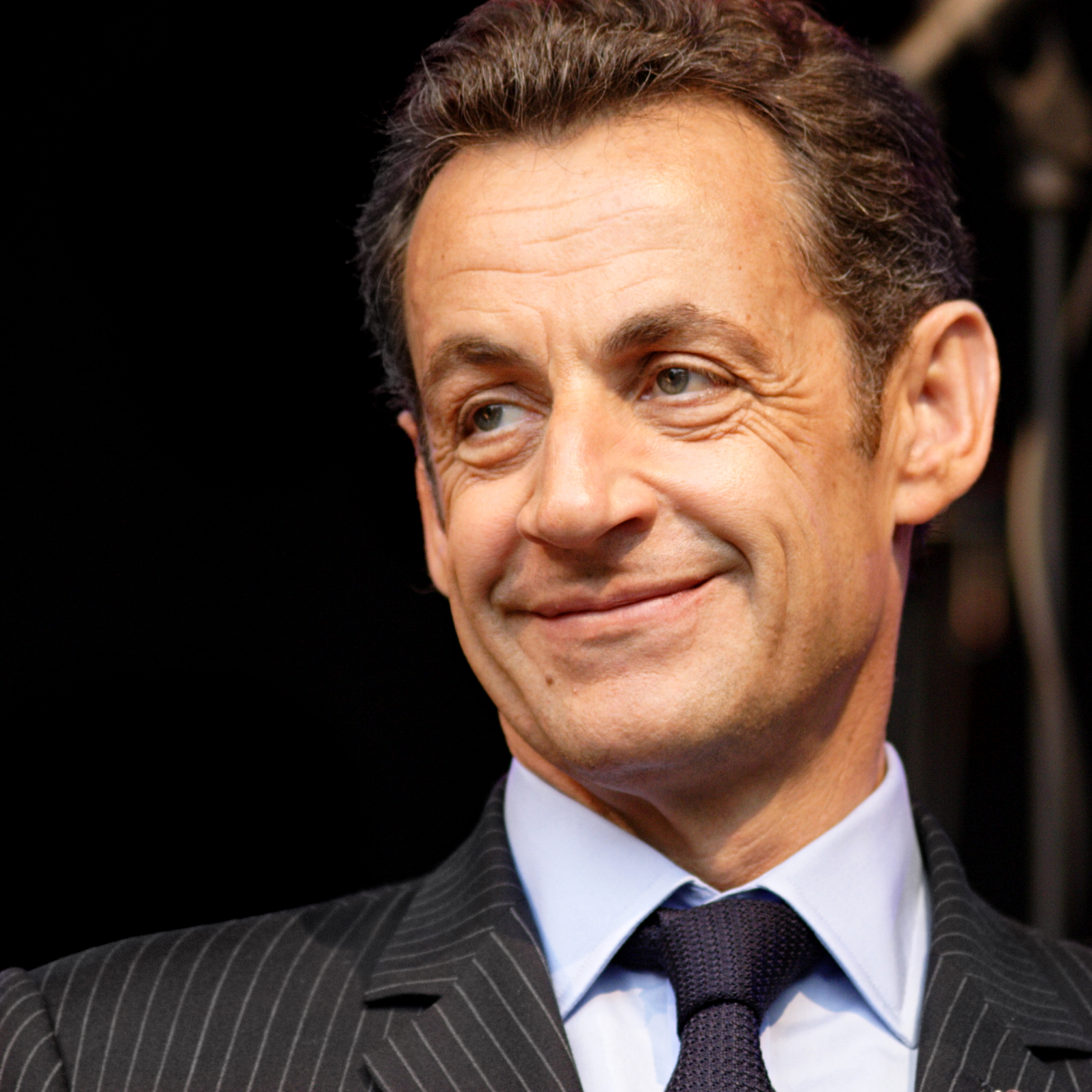
Nicolas Sarkozy en 2008.

Cette fonction a été créée par Nicolas Sarkozy, alors Président de la République, qui en fait état dans un discours prononcé à Argonay, en Haute-Savoie le 23 octobre 2008. Il s'agit alors d'une mesure de réponse aux conséquences de la crise financière de 2008 afin d'aider les entreprises de toutes tailles à faire face à leurs besoins de trésorerie et éviter la faillite.
La mise en place de la Médiation du crédit se fait alors que la France entre en récession économique, et que les banques peuvent avoir tendance à restreindre les crédits. Nombre de petites entreprises étaient rejetées par les banques en raison de leur faible surface financière ou d'une trop grande prise de risque, même avec une garantie accordée par Oséo. Les établissements bancaires pouvaient alors même être condamnés pour « soutien abusif » pour avoir aidé une entreprise en prenant trop de risques.
La médiation du crédit se met en place fin 2008, en même temps que l'État français prête près de 23 milliards d'euros à treize établissements bancaires (par le biais de la Société de financement de l'économie française).

### Mise en place de la Médiation du crédit

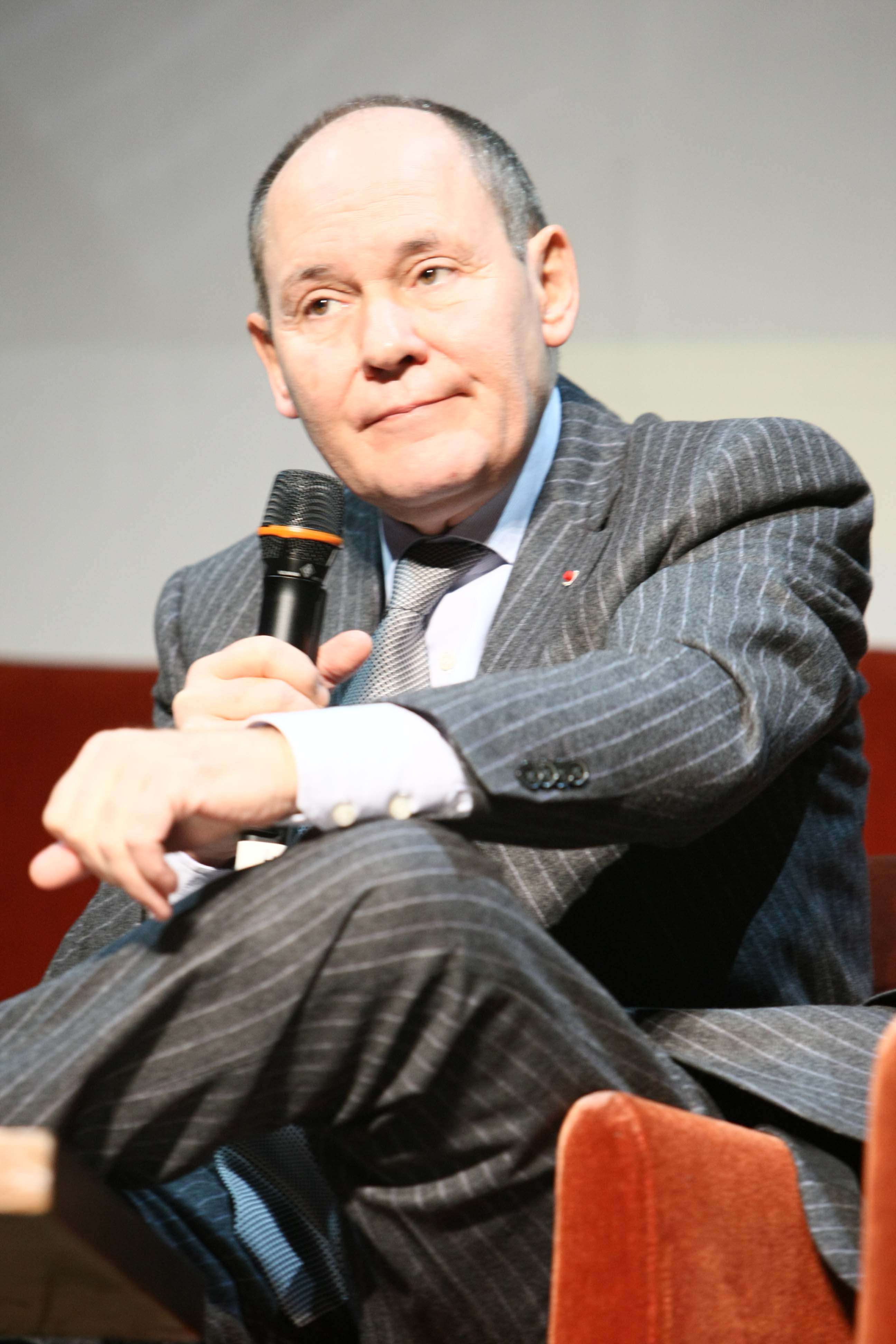
René Ricol, le premier Médiateur du crédit, en 2009

La médiation prend effet le 27 octobre 2008. Elle ne doit "laisser aucune entreprise seule face à ses difficultés de financement". Le premier médiateur du crédit désigné par Nicolas Sarkozy est René Ricol.
Le fonctionnement repose à l'époque sur une équipe nationale restreinte chargée du pilotage et de l’animation de la mission, d'une part, et sur le réseau territorial de la Banque de France d'autre part. Cette décision permet de conduire les médiations au plus près du terrain et d’être opérationnelle dès les premiers jours de sa création. De plus, la Banque de France étant chargée de la cotation des entreprises, elle trouve une légitimité auprès des banques pour conduire la médiation.
En janvier, René Ricol annonce avoir reçu 3727 dossiers, dont la majorité ont été acceptés. Il estime alors que son action a permis de sauver environ 900 entreprises (soit environ 60 % des dossiers traités). Dans 64 % des cas, le montant des crédits demandés est inférieur à 50 000 euros.
Au cours de ses douze premiers mois d'existence, la Médiation du crédit reçoit 16 000 demandes d'entreprises faisant l'objet de rejets de leurs dossiers par les banques.
En parallèle, tous les mois, le Gouvernement publie les chiffres des crédits accordés par les banques, à travers l'Observatoire du crédit,.

### Extensions de la mission

#### Les accords de place
Pour faciliter le traitement des dossiers, des protocoles d'accord sont signés entre le Ministre de l’Économie et des Finances, le Gouverneur de la Banque de France, le Médiateur national du crédit et le Président de la Fédération bancaire française. Le premier "accord de place" est signé en 2009. Il est ensuite reconduit quatre fois,, en avril 2011, en mars 2013, en avril 2015 et enfin en juillet 2018. Ces accords ont toujours fait l'objet d'un consensus entre les parties.
L'accord signé le 16 juillet 2018 étend la médiation du crédit aux entreprises de l'économie sociale et solidaire.

#### La convention d'assurance-crédit
Un autre accord est signé avec les assureurs-crédit en 2009, afin de s'assurer qu'ils ne procèdent pas à des restrictions drastiques de garanties, ce qui aurait conduit à des faillites en chaîne, via l’impact sur le crédit inter-entreprises. Cet accord a été reconduit et approfondi en juin 2013.

#### Convention pour l'injection de fonds propres dans les entreprises en médiation
Le 6 avril 2009, une convention est signée pour faciliter l'injection de fonds propres pour les entreprises en médiation, à forte perspective de croissance et d'emplois. Parmi les signataires de la convention figurent la Caisse des dépôts, Oséo, le Fonds stratégique d'investissement, les investisseurs privés du programme France Investissement (banques et assureurs) et les organisations professionnelles Afic (association française des investisseurs en capital) et AFG (association française de la gestion financière). Dix-sept structures de financement et d'investissement, pour la plupart des fonds d'investissement privés, se sont également engagées.

#### Délégation de responsabilité à la Banque de France

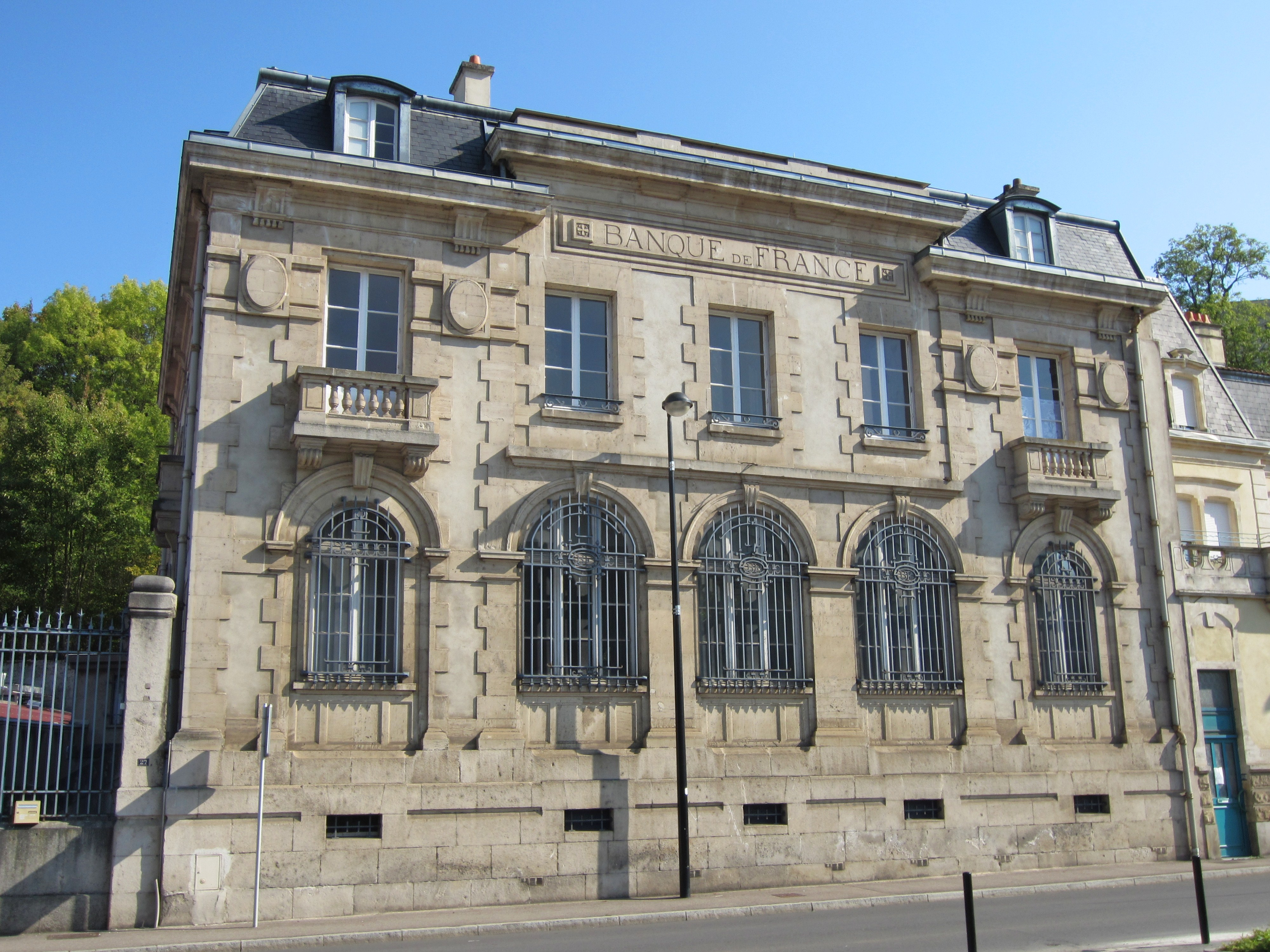
Succursale de la Banque de France à Briey. Les succursales de la Banque de France sont responsables de la médiation du crédit.

En 2018, la responsabilité de la médiation du crédit est entièrement confiée à la Banque de France. Les médiateurs départementaux étaient déjà les directeurs des succursales de la Banque de France. Le médiateur du crédit est Frédéric Visnovsky, secrétaire général adjoint de l'Autorité de Contrôle Prudentiel et de Résolution, émanation de la Banque de France et "gendarme" des établissements financiers.
Jeanne-Marie Prost, ancienne médiatrice du crédit, estime que "Le choix de la Banque de France pour assurer la mission partout sur le territoire a beaucoup contribué à conférer à la Médiation une image d’indépendance et de neutralité".

### Evolutions des demandes de médiation
Après la crise financière de 2008-2009, le nombre de saisines se stabilise autour de 4000 par an. À la fin des années 2010, il est d'environ 1500 par an et en 2019, 1000 dossiers sont déposés.
La crise économique faisant suite à la pandémie de Covid-19 fait néanmoins exploser le nombre de demandes, : en mars et avril 2020, le nombre de demandes quotidiennes faites au médiateur du crédit est l'équivalent du nombre de demandes mensuelles de l'année précédente, d'après le gouverneur de la banque de France François Villeroy de Galhau et le médiateur Frédéric Visnovsky. Une procédure accélérée est alors mise en place (allègement du dispositif de saisie en ligne et assouplissement des critères d'éligibilité) et permet de traiter un nombre de cas bien plus important.

### Les médiateurs nationaux du crédit
- René Ricol, de la création de la mission au 28 septembre 2009
- Gérard Rameix, ancien secrétaire général de l’Autorité des marchés financiers, du 28 septembre 2009 au 31 décembre 2010, prolongé de deux ans, soit jusqu’au 31 décembre 2012[29]
- Jeanne-Marie Prost, du 1er janvier 2013 au 30 novembre 2014
- Fabrice Pesin, du 15 janvier 2015 à juin 2018
- Frédéric Visnovsky, également secrétaire général adjoint de l'ACPR, depuis le 16 juillet 2018

## Fonctionnement de la médiation du crédit

### Responsabilité de la médiation du crédit
La médiation du crédit est conduite par la Banque de France via ses succursales départementales. Les 105 médiateurs du crédit sont les directeurs de la Banque de France en métropole et les directeurs des instituts d'émission en Outre-mer. Ils sont tenus au respect des règles de confidentialité et du secret bancaire.
Le dispositif comprend également 700 Tiers de Confiance de la Médiation (TCM) : organisations bénévoles présents sur l'ensemble du territoire pour accompagner les entreprises dans leurs démarches de médiation,. Ces organisations sont par exemple les chambres de commerce et d'industrie, les chambres de métiers et d'artisanat, la Confédération des PME, le Conseil national des barreaux, le MEDEF, Initiative France, le Réseau Entreprendre...

### Conditions et processus

#### Conditions
La Médiation du crédit est ouverte à toute entreprise qui rencontre des difficultés de financement avec des établissements financiers (quelle que soit leur nature :  banques, crédit-bailleurs, sociétés d'affacturage...), ou qui subit les conséquences d’une réduction de garanties de la part d’un assureur-crédit.
Les cas typiques sont le refus de rééchelonnement d'une dette, d'un crédit de trésorerie, d'équipement ou de crédit-bail. Toutes les entreprises, quelles que soient leur taille, leur forme juridique ou leur branche d'activité (y compris les auto-entrepreneurs), peuvent faire appel à la médiation du crédit, qui est un service gratuit.
La médiation du crédit ne s'adresse cependant pas aux entreprises en cessation de paiement, mais à celles qui traversent une période difficile et qui ont des perspectives de rebond économique.

#### Processus
Le chef d'entreprise en difficulté est invité à déposer un dossier sur le site www.mediateur-credit.banque-france.fr/. Dans un délai de 48 heures, il est recontacté par la succursale de la Banque de France de son département.
Le médiateur départemental, après avoir vérifié la recevabilité du dossier, qualifie ce dernier et informe les banques de la saisine de la médiation. Cette information déclenche le processus de médiation.
L'établissement financier dispose alors de cinq jours pour revoir sa position s'il le souhaite. Sinon, il a alors l'obligation de rediscuter le dossier avec l'entreprise sous l’égide du médiateur qui les réunit, même s'il avait préalablement opposé une fin de non-recevoir à l'entreprise. De plus, pendant la durée de la médiation, la banque est dans l'obligation de maintenir l’ensemble des concours auprès de l'entreprise.
En fin de processus, le médiateur propose une solution si nécessaire. Cette solution peut être un moratoire, une restructuration de crédit ou encore le renouvellement d'une ligne de crédit.

#### Déroulement
L’objectif est de permettre à l’entreprise de poursuivre ou de développer son activité, sans exposer la banque à un risque inconsidéré. Le processus n'est pas mené à charge contre l'établissement financier.
Pour Jeanne-Marie Prost, "toute la démarche du système de la médiation repose sur le dialogue et la négociation, fondée sur une expertise approfondie et objective des dossiers. Le médiateur n’impose rien et ne dispose d’aucun pouvoir de contrainte ou de coercition, dans la mise en œuvre d’une solution pérenne de financement" ; "il existe un cercle vertueux de la médiation : face à un refus de crédit, la médiation permet d’établir un contact, de rétablir un dialogue, puis une négociation pour dégager une solution acceptée par l’entreprise et la banque".

## Apport de la médiation du crédit
Le taux de succès des dossiers traités en médiation se situe autour de 60 %. Les entreprises confrontées à de trop lourdes difficultés financières ou sectorielles pour pouvoir obtenir un crédit dans des conditions de risques acceptables par l'établissement financier sont orientées vers d’autres procédures, telles que la saisine du tribunal de commerce.
De sa mise en place en 2008 à fin 2019, on estime que la médiation du crédit a permis de sauver 23 802 entreprises et de préserver 422 000 emplois. Dans 80 % des cas, ce sont des TPE qui la saisissent.
La Médiation du crédit aux entreprises a entraîné de nombreux changements de comportement chez les intervenants économiques. Elle a notamment conduit les banques à améliorer la détection et le traitement des dossiers conflictuels ou difficiles.
Le dispositif a été repris dans plusieurs pays, notamment au Royaume-Uni et en Belgique.